# Ennio Cervellati
Ennio Cervellati (La Giovecca, 31 maggio 1906 – 15 gennaio 1992) è stato un partigiano e politico italiano, noto col nome di battaglia di Silvio.

## Biografia
Antifascista sin dalla giovane età, dopo aver militato tra gli Arditi del Popolo Ennio Cervellati si iscrive al Partito Comunista d'Italia nel 1927. Arrestato nel 1930 per attività antifascista viene condannato dal Tribunale speciale a 4 anni di reclusione, che sconta solo parzialmente per via dell'amnistia del 1932 concessa ai detenuti politici. Non cessando di svolgere attività cospirativa, viene nuovamente arrestato nel 1933 e condannato a 5 anni di confino politico, scontati in un primo momento a Ponza e poi alle Isole Tremiti, dove rimane sino al 1939.
Rientrato a Ravenna, viene nominato Segretario della locale clandestina Federazione del PCd'I, carica che manterrà sino al 1943.
Dopo l'8 settembre 1943, il suo ruolo nella Resistenza fu di grande rilievo: l'11 settembre 1943, infatti, prende parte alla riunione fondativa della Resistenza romagnola, tenutasi all'Hotel Mare-Pineta di Milano Marittima e a cui partecipano, oltre a lui, Arrigo Boldrini, Giuseppe D'Alema, Gino Gatta, Riccardo Fedel, Giovanni Fusconi, Mario Gordini, Rodolfo Salvagiani, Agide Samaritani e Zoffoli. In seguito, Cervellati assumerà l'incarico di commissario politico della 28ª Brigata Garibaldi.
Nel dopoguerra è eletto nel Consiglio provinciale di Ravenna (1951); poi, nel 1953, deputato della II Legislatura. Nel 1958 è eletto al Senato, sempre nelle file del PCI, terminando la sua esperienza parlamentare alla fine della III Legislatura (1963).
Dopo la lunga carriera politica, assume diversi incarichi di responsabilità nell'ambito di Associazioni contadine.
Muore il 15 gennaio 1992.